# Centrale nucleare di Latina
La centrale nucleare di Latina è stata una centrale nucleare, situata nella frazione di Borgo Sabotino del comune di Latina, avente un unico reattore da 220 MW di potenza elettrica lordi e 200 MW netti, a uranio naturale moderato a grafite e raffreddato con anidride carbonica (Magnox).

## Storia
Costruita dal 1º novembre 1958 al 31 dicembre 1962, quando raggiunse la sua prima criticità , dalla SIMEA S.p.A. (della quale erano azionisti al momento della realizzazione Agip Nucleare con il 75% e IRI con il 25%) con tecnologia della società inglese The Nuclear Power Group Ltd., è stata la prima centrale nucleare a entrare in funzione in Italia. All'epoca dell'entrata in servizio, era anche il reattore più potente d'Europa.
Il 1º giugno 1963 l'impianto ha iniziato a produrre energia erogando una potenza elettrica di 200 MW.
Il 15 ottobre 1963  . la sua proprietà è passata all'Enel e la sua attività è stata fermata nel 1987, all'indomani del referendum sul nucleare. Da allora, è stato garantito il mantenimento in sicurezza delle strutture e degli impianti a tutela della popolazione e dell'ambiente.
Dall'inizio dell'esercizio fino al giorno del definitivo arresto (il 26 novembre 1986), l'impianto ha prodotto circa 26 TWh di energia elettrica con un fattore di disponibilità medio del 76% e massimo del 96% (raggiunto nel 1983).

## Dismissione
Dall'aprile del 1991 la licenza di esercizio è stata modificata per condurre le attività necessarie per la messa in custodia protettiva passiva dell'impianto.
Nel 1999 SOGIN è divenuta proprietaria dell'impianto con l'obiettivo di effettuarne lo smantellamento..

### Principali attività realizzate da SOGIN
Dopo il fermo della centrale, la prima operazione di smantellamento ha riguardato l'allontanamento, con il sistema di movimentazione e caricamento, del combustibile dall'edificio reattore, successivamente smantellato. Nel 2006 è stato terminato lo smantellamento e la rimozione delle condotte inferiori dell'edificio reattore.
Nel 2007 è stato realizzato il nuovo laboratorio di dosimetria che si occupa dell'approvvigionamento, preparazione e lettura dei dosimetri assegnati agli operatori degli impianti. Nel 2008 è stata completata la demolizione delle strutture interne degli edifici turbine, diesel e sala soffianti est.
Nel 2009 sono stati conclusi i lavori di adeguamento della stazione rilascio materiali, dove vengono analizzati i materiali prodotti dalle attività di smantellamento prima che vengano rilasciati come rifiuti convenzionali.
Nel 2010 sono stati terminati i lavori di adeguamento della linea di circolazione dell'acqua del mare.
Nel 2011 si sono concluse le operazioni di smantellamento delle condotte superiori del circuito primario dell'impianto. Inoltre, nel settembre del 2011, dopo 40 giorni dall'avvio, sono terminati i lavori di demolizione del pontile della centrale, con cantiere aperto 24 ore su 24. Queste operazioni hanno riguardato la rimozione delle travi e successivamente il taglio dei pilastri del pontile, una struttura in cemento armato lunga 750 metri.
A ottobre 2011 è stato emesso il decreto di Compatibilità Ambientale (VIA) per lo smantellamento della centrale, a firma congiunta dei Ministeri dell'Ambiente e della Tutela del Territorio e del Mare e dei Beni e le Attività Culturali.
Nel dicembre 2012 Sogin ha concluso i lavori, avviati nell'agosto 2012, di smantellamento dell'edificio turbine della centrale, una struttura in cemento armato, lunga 128,5 metri, larga 35,5 e alta 24, che durante l'esercizio ospitava le turbine dell'impianto. La demolizione della struttura, con un volume di 120.000 metri cubi, ha prodotto 14.400 tonnellate di cemento.
Per gestire in sicurezza i rifiuti (sia derivanti dall'esercizio della centrale che dallo smantellamento) in attesa del loro trasferimento al futuro Deposito nazionale dei rifiuti radioattivi sono stati costruiti depositi temporanei adatti a stoccaggio e trattamento di materiali e fanghi. Il combustibile invece è stato allontanato e trasferito in Inghilterra per il riprocessamento.